# Pedro Luis de Borja Llançol de Romaní
Pour les articles homonymes, voir Llançol, Borja et Romani (homonymie).
Pedro Luis de Borja Llançol de Romaní, le cardinal Borgia (né en 1470 à Valence en Espagne, et mort entre Rome et Naples le 4 octobre 1511) est un cardinal espagnol du XVe siècle et du début du XVIe siècle. Il est membre de l'ordre des hiéronymites.
Pedro Luis est de la famille Borja, arrière-petit-neveu du pape Calixte III, petit-neveu du pape Alexandre VI, cousin du cardinal Juan de Borja Lanzol de Romaní, el mayor (1492), frère du cardinal Juan de Borja Llançol de Romaní  (1496) et un cousin du cardinal Cesare Borgia (1493).

## Biographie
Pedro Luis de Borja est chevalier de l'ordre de Saint-Jean de Jérusalem.
Son oncle, le pape Alexandre VI le crée  cardinal in pectore lors du consistoire du 20 mars 1500. Sa création est publiée le 28 septembre 1500. Il est élu archevêque de Valence en succession de son frère Juan, mais il ne visite jamais son archidiocèse. Le cardinal de Borja est nommé gouverneur de Spolète et de Bagnoregio. Il est abbé commendataire de l'abbaye de Valdigna et de l'abbaye S. Simpliciano à  Milan. À sa demande le pape Alexandre VI donne la bulle de création à l'université de Valence en 1501 et le roi Ferdinand II d'Aragon autorise la fondation de l'université en 1502. Le pape le nomme pénitencier apostolique à condition qu'il accepte l'ordination comme prêtre.
Le cardinal de Borja participe aux deux conclaves de 1503 (élection de Pie III et de Jules II). Le cardinal de Borja s'échappe de Rome après l'élection de Jules II, qui est son adversaire et réside à Naples. Il meurt d'une chute de cheval entre Rome et Naples en 1511.